# 木村裕
木村 裕（きむら ゆう、1994年6月3日 - ）は、千葉県柏市出身の元プロサッカー選手。ポジションはフォワード、ミッドフィールダー。

## 来歴
生家は千葉県柏市にある日立柏サッカー場のすぐそばにあり、幼少期から熱狂的な柏レイソルサポーターとして育った。小学校1年生の時から柏レイソルアカデミースクールに通い始め、プロ入りまでの12年間を同クラブの下部組織で過ごした。
2012年8月、秋野央樹、小林祐介と共に、トップチームに2種登録された。同年、第36回日本クラブユースサッカー選手権 (U-18)大会決勝・横浜F・マリノスユース戦で試合終了間際に劇的な決勝ゴールを挙げ、クラブ史上初の優勝を達成。第16回千葉県サッカー選手権大会決勝・浦安JSC戦でも決勝点を挙げて天皇杯出場権獲得に貢献し、2回戦で大会史上初となるトップチームと下部組織の「兄弟対決」を実現させた。
2013年、同期の秋野、小林、中村航輔と共に、トップチームに正式加入。背番号は、憧れの選手である工藤壮人が前年までが背負っていた「19」に決まった。同年4月30日、J1第6節ヴァンフォーレ甲府戦で公式戦初出場を果たした。
2014年3月16日、同年より創設されたJ3リーグ第2節でJリーグ・アンダー22選抜のメンバーに招集され、前半16分に先制点を記録した（対戦相手は藤枝MYFC）。同チームは開幕節で無得点に終わっていたため、得点者第1号となった。同年リーグ戦8試合に出場したが、2015年1月8日、V・ファーレン長崎への期限付き移籍が発表された。
2015年3月8日、J2第1節ジェフユナイテッド千葉戦で移籍後初出場を果たし、第2節コンサドーレ札幌戦の前半20分に移籍後初得点を記録。第7節京都サンガF.C.戦では、クラブのJ2通算100点目となるゴールを挙げた。同年はリーグ戦26試合に出場して4得点を記録し、期限付き移籍期間を1年間延長した。
2016年12月29日、完全移籍が発表された。
2018年6月19日、カターレ富山へ育成型期限付き移籍することが発表された。
2018年12月21日、AC長野パルセイロへ完全移籍。
2020年12月17日、現役引退を表明した。

## エピソード
- 憧れの選手は、ユース時代から柏レイソルのエースとして活躍していた工藤壮人。中学生の頃から工藤の所作（試合時にソックスの上からテーピングを巻く等）を真似ており、自身がトップチームに昇格する際、工藤が着けていた背番号「19」を受け継ぐことが決まって喜んだ[6]。
- 好物はヤリイカの寿司だが、ワサビが苦手なため必ず「サビ抜き」で食べる[6]。

## 所属クラブ
ユース経歴
- 2001年 - 2003年 柏レイソルアカデミースクール（柏市立柏第八小学校）
- 2004年 - 2006年 柏レイソルU-12 （柏市立柏第八小学校）
- 2007年 - 2009年 柏レイソルU-15 （柏市立柏第四中学校）
- 2010年 - 2012年 柏レイソルU-18（柏日体高等学校）
  - 2012年8月 - 同年12月  柏レイソル（2種登録選手）

プロ経歴
- 2013年 - 2016年  柏レイソル
  - 2015年 - 2016年  V・ファーレン長崎（期限付き移籍）
- 2017年 - 2018年  V・ファーレン長崎
  - 2018年6月 - 同年12月  カターレ富山（育成型期限付き移籍）
- 2019年 - 2020年  AC長野パルセイロ

## 個人成績
| 国内大会個人成績 | 国内大会個人成績 | 国内大会個人成績 | 国内大会個人成績 | 国内大会個人成績 | 国内大会個人成績 | 国内大会個人成績 | 国内大会個人成績 | 国内大会個人成績 | 国内大会個人成績 | 国内大会個人成績 | 国内大会個人成績 |
| 年度             | クラブ           | 背番号           | リーグ           | リーグ戦         | リーグ戦         | リーグ杯         | リーグ杯         | オープン杯       | オープン杯       | 期間通算         | 期間通算         |
| 年度             | クラブ           | 背番号           | リーグ           | 出場             | 得点             | 出場             | 得点             | 出場             | 得点             | 出場             | 得点             |
| 日本             | 日本             | 日本             | 日本             | リーグ戦         | リーグ戦         | リーグ杯         | リーグ杯         | 天皇杯           | 天皇杯           | 期間通算         | 期間通算         |
| ---------------- | ---------------- | ---------------- | ---------------- | ---------------- | ---------------- | ---------------- | ---------------- | ---------------- | ---------------- | ---------------- | ---------------- |
| 2011             | 柏U-18           | 10               | -                | -                | -                | -                | -                | 1                | 0                | 1                | 0                |
| 2012             | 柏U-18           | 10               | -                | -                | -                | -                | -                | 2                | 1                | 2                | 1                |
| 2013             | 柏               | 19               | J1               | 3                | 0                | 0                | 0                | 0                | 0                | 3                | 0                |
| 2014             | 柏               | 19               | J1               | 8                | 0                | 0                | 0                | 1                | 0                | 9                | 0                |
| 2015             | 長崎             | 8                | J2               | 26               | 4                | -                | -                | 1                | 0                | 27               | 4                |
| 2016             | 長崎             | 8                | J2               | 24               | 1                | -                | -                | 2                | 3                | 26               | 4                |
| 2017             | 長崎             | 8                | J2               | 18               | 5                | -                | -                | 0                | 0                | 18               | 5                |
| 2018             | 長崎             | 8                | J1               | 0                | 0                | 4                | 0                | 0                | 0                | 4                | 0                |
| 2018             | 富山             | 41               | J3               | 14               | 1                | -                | -                | -                | -                | 14               | 1                |
| 2019             | 長野             | 11               | J3               | 16               | 4                | -                | -                | 0                | 0                | 16               | 4                |
| 2020             | 長野             | 11               | J3               | 10               | 1                | -                | -                | -                | -                | 10               | 1                |
| 通算             | 日本             | 日本             | J1               | 11               | 0                | 4                | 0                | 1                | 0                | 16               | 0                |
| 通算             | 日本             | 日本             | J2               | 68               | 10               | -                | -                | 3                | 3                | 71               | 13               |
| 通算             | 日本             | 日本             | J3               | 40               | 6                | -                | -                | 0                | 0                | 40               | 6                |
| 通算             | 日本             | 日本             | 他               | -                | -                | -                | -                | 3                | 1                | 3                | 1                |
| 総通算           | 総通算           | 総通算           | 総通算           | 119              | 16               | 4                | 0                | 7                | 4                | 130              | 20               |

- 2012年は2種登録選手としての出場は無し。

その他の公式戦 
| 2014   | J-22   | -      | J3     | 3 | 1 | 3 | 1 |
| 2015   | J-22   | -      | J3     | 0 | 0 | 0 | 0 |
| 通算   | 日本   | 日本   | J3     | 3 | 1 | 3 | 1 |
| 総通算 | 総通算 | 総通算 | 総通算 | 3 | 1 | 3 | 1 |

- 2015年
  - J1昇格プレーオフ 1試合0得点

| 国際大会個人成績 | 国際大会個人成績 | 国際大会個人成績 | 国際大会個人成績 | 国際大会個人成績 |
| 年度             | クラブ           | 背番号           | 出場             | 得点             |
| AFC              | AFC              | AFC              | ACL              | ACL              |
| ---------------- | ---------------- | ---------------- | ---------------- | ---------------- |
| 2013             | 柏               | 19               | 1                | 0                |
| 通算             | AFC              | AFC              | 1                | 0                |

- Jリーグ初出場 - 2013年4月13日 J1第6節 対ヴァンフォーレ甲府（山梨中銀スタジアム）
- Jリーグ初得点 - 2014年3月16日 J3第2節 対藤枝MYFC（藤枝総合運動公園サッカー場）

## タイトル

### クラブ
柏レイソルU-12
- ダノンネーションズカップ in JAPAN : 2006年

柏レイソルU-15
- 関東ユース (U-15)サッカーリーグ : 2008年

柏レイソルU-18
- 日本クラブユースサッカー選手権(U-18)大会 : 2012年
- 千葉県サッカー選手権大会 : 2012年

柏レイソル
- Jリーグヤマザキナビスコカップ : 2013年
- スルガ銀行チャンピオンシップ : 2014年

## 代表歴
- U-22日本代表候補
  - 2015年 AFC U-23選手権2016予選予備登録メンバー